# Moguchaya kuchka
Moguchaya kuchka (tiếng Nga: Могучая кучка, nghĩa là Nhóm năm người, Nhóm khỏe, Nhóm hùng mạnh) là một nhóm nhạc cổ điển người Nga gồm Mily Balakirev, Modest Mussorgsky, Nikolay Rimsky-Korsakov, Alexander Borodin và César Cui. Họ làm ở nhiều ngành nghề khác nhau, nhưng đến với nhau vì chung sở thích: âm nhạc và chung mục tiêu: tạo nên một phong cách âm nhạc hoàn toàn Nga. Nhóm được thành lập vào khoảng những năm 60 thế kỷ XIX, khi những cuộc gặp giữa Barakirev và Borodin diễn ra. Khi nhóm ra đời, Rimsky-Korsakov là người trẻ tuổi nhất nhóm, nhưng lại là người nổi tiếng nhất trong nhóm. Mussorgsky cũng rất nổi tiếng với cách tân táo bạo trong phong cách âm nhạc của mình. Barakirev là linh hồn của nhóm. Borodin là trường hợp đặc biệt trong lịch sử âm nhạc: vừa là nhà khoa học, vừa là nhà soạn nhạc. Còn Cui, tuy ít nổi bật trong âm nhạc, nhưng lại là nhà bình luận sắc sảo về âm nhạc, là con mắt thẩm mỹ của nhóm. Cả năm người đã thúc đẩy sự phát triển âm nhạc Nga, và cùng với Tchaikovsky đưa âm nhạc Nga nổi tiếng khắp thế giới. Tuy nhiên, họ lại gây ra những cuộc đối đầu ngầm với rất nhiều nhà soạn nhạc Nga khác. Đây là một trong những cuộc chiến nổi bật trong âm nhạc cổ điển thời Lãng mạn bên cạnh cuộc chiến Brahms-Wagner.